# Der Anschlag (1986)
Der Anschlag (Originaltitel: De aanslag) ist ein niederländischer Spielfilm aus dem Jahre 1986 nach dem Roman Das Attentat von Harry Mulisch. Fons Rademakers führte Regie und produzierte den Film. Die Hauptfigur (Anton Steenwijk) wurde sowohl von Derek de Lint (in der Gegenwart) als auch von Marc van Uchelen (als Jugendlicher gegen Ende des Zweiten Weltkriegs) verkörpert, wogegen Monique van de Ven zwei verschiedene Rollen spielt – eine in der Gegenwart als die Ehefrau von Anton Steenwijk und eine in der Vergangenheit als Frau, die am Attentat beteiligt war und die Steenwijk später in derselben Nacht in einer dunklen Polizeizelle wiedersieht.

## Handlung
Anton Steenwijks Familie wurde von den Nazis ermordet. Sein Haus wurde 1945 in Brand gesteckt, nachdem die Leiche eines Kollaborateurs, der vom niederländischen Widerstand erschossen wurde, vor seinem Haus aufgefunden wurde. Die Geschichte pendelt zwischen dem Ende des Zweiten Weltkriegs und den 1980er Jahren. Dabei folgt sie Steenwijks Suche nach der Wahrheit.

## Rezeption

### Kritik
Das Lexikon des internationalen Films schrieb, der Film sei „uneinheitlich inszeniert[...]“ und zudem „weitgehend spannungslos entwickelt[...]“. Sympathie werde ihm „durch seinen Appell an Toleranz [sowie] die Zeichnung verschiedener Arten von Vergangenheitsbewältigung“ verliehen.

### Auszeichnungen
Niederländisches Filmfestival 1986
- Auszeichnung in der Kategorie bester Schauspieler (John Kraaijkamp sr.)

Seattle International Film Festival 1986
- Auszeichnung der Golden Space Needle[2]
- Auszeichnung in der Kategorie beste Regie

Golden Globe Awards 1987
- Auszeichnung in der Kategorie bester fremdsprachiger Film

Oscarverleihung 1987
- Auszeichnung in der Kategorie bester fremdsprachiger Film